# Church of God with Signs Following
Church of God with Signs Following (CGWSF) är ett trossamfund grundat i början av 1920-talet av George W Hensley och andra avhoppare från pingstkyrkan Church of God (COG) sedan COG tagit avstånd från Hensleys praxis att ta i giftormar under gudstjänsterna, som tecken på stark tro. I likhet med moderkyrkan, och huvuddelen av världens kristna döper man folk i Faderns, Sonens och den Helige Andes namn (Matt 28:19).
CGWSF är verksam söder om Appalacherna. Norr om samma bergskedja verkar en liknande rörelse, Church Of Lord Jesus With Signs Following som till skillnad från CGWSF enbart döper i Jesu namn (Apg 2:38).